# 湘乐镇
湘乐镇，是中华人民共和国甘肃省庆阳市宁县下辖的一个乡镇级行政单位。

## 行政区划
湘乐镇下辖以下地区：
于家村、瓦窑村、小坳村、柏树底村、湘乐村、莲池村、庞川村、方寨村、南仓村、任劳村、北仓村、宇村、樊湾村、冯咀村和湘乐林场。